# Ореб
О́реб — річка в Україні, в межах  Самбірського району Львівської області. Права притока Дністра (басейн Чорного Моря). 

## Опис
Довжина 14 км, площа басейну 34.5 км². Річка частково (у верхній течії) гірська, з вузькою та глибокою долиною. Нижче — набуває рівнинного характеру. Річище слабозвивисте, місцями кам'янисте і з перекатами. 

## Розташування
Ореб бере початок у лісовому масиві на північ від села Блажева. Тече переважно на північний схід, у пригирловій частині — на північ. Впадає до Дністра навпроти південної околиці міста Самбора. 
Основна притока: Солониця (ліва)
Над річкою розташоване село Чуква. 